# Arabische Hornviper
Die Arabische Hornviper (Cerastes gasperettii) ist eine Art der Echten Vipern (Viperinae) und zählt zur Gattung der Afrikanischen Hornvipern.

## Merkmale
Der im Grund meist hell sandfarbene, gelblich, bräunlich, gräulich, rosa oder blass goldbraun gefärbte Körper wirkt leicht gedrungen und weist ein schwach hellbraunes Muster aus Querbarren auf. Die Bauchseite ist weißlich, die Schwanzspitze kann schwarz sein. Die Körperlänge beträgt zwischen 60 und 80 cm. Der Rücken ist mit 25–35 Schuppenreihen bedeckt, die Körperunterseite mit 146–172 Bauchschuppen an die sich, nach der Analen, 30–41 geteilte Subcaudale anschließen.
Der Kopf setzt sich – typisch für echte Vipern – deutlich vom Körper ab. Über den Augen trägt die Arabische Hornviper häufig je ein Horn, bestehend aus einer einzelnen, zugespitzten Schuppe. Dieses kann jedoch auch fehlen beziehungsweise fehlt bei Cerastes gasperettii mendelssohni völlig. Die Arabische Hornviper hat 12–13 Oberlippenschilde.

## Lebensweise
Die Art ist in erster Linie nachtaktiv und bewegt sich als Seitenwinder fort. Zum Beutespektrum der Art zählen vor allem bodenlebende Echsen, gelegentlich auch kleine Säugetiere oder Vögel. Mit dem Körper eingegraben und nur die Augen an der Oberfläche liegend lauert sie auf vorbeiziehende Beute. Mittels der gekielten Seitenschuppen kann bei Bedrohung ein rasselndes Geräusch erzeugt werden. Weiterhin rollt sie sich bei Bedrohung in Schleifen zusammen und zischt, unter Umständen beißt sie schnell zu. Cerastes gasperettii pflanzt sich durch Oviparie fort, ist also eierlegend. Das Gelege umfasst zwischen 8 und 20 Eier.

## Toxikologie
Als Viper produziert Cerastes gasperettii ein Schlangengift (Toxin), welches über einklappbare Röhrengiftzähne im vorderen Oberkiefer in die Bisswunde injiziert wird. Das Toxin beinhaltet Komponenten, welche prokoagulative (die Hämostase (Blutgerinnung) fördernd) und hämorrhagische Effekte zeigen. Bissunfälle und Todesfälle kommen bei dieser Art durchaus vor, sind aber selten. Einige Quellen sprechen von keinerlei gesichert dokumentierten Todesfällen.
Mit bei einer Intoxikation (Vergiftung) durch Cerastes gasperettii auftretenden typischen entzündlichen Reaktionen lassen sich die als Entzündungsmediatoren aktiven Stoffe Serotonin, Histamin, Adenosin-Transport-Faktoren, Phosphodiesterase (PDE), Cyclooxygenasen (COX), Lipoxygenasen und Phospholipase A2 (PLA2) in Verbindung bringen. Für die koagulative Wirkung lässt sich ein Protein im Schlangengift mit thrombinartigem Effekt verantwortlich machen. Nach einem Giftbiss treten ggf. lokale Symptome wie Schmerzen, Ödeme (Flüssigkeitsansammlungen im Gewebe), Rötungen, Koagulopathie, Hämatome (Blutungen in Körpergewebe; hämorrhagische Wirkung) sowie lokal begrenzte Lymphknotenschwellungen auf. Ein spezifisches Antivenin ist derzeit nicht bekannt, jedoch steht mit 'Polyvalent Snake Antivenom' des Herstellers National Antivenom and Vaccine Production Centre (Saudi-Arabien) ein polyvalentes Antiserum zur Verfügung.

## Systematik
The Reptile Database unterscheidet folgende 2 Unterarten:
- Cerastes gasperettii mendelssohni Werner & Sivan in Werner et al., 1999
- Cerastes gasperettii gasperettii Leviton & Anderson, 1967

Früher wurde die Art als Unterart der Wüsten-Hornviper (Cerastes cerastes) betrachtet.

## Vorkommen

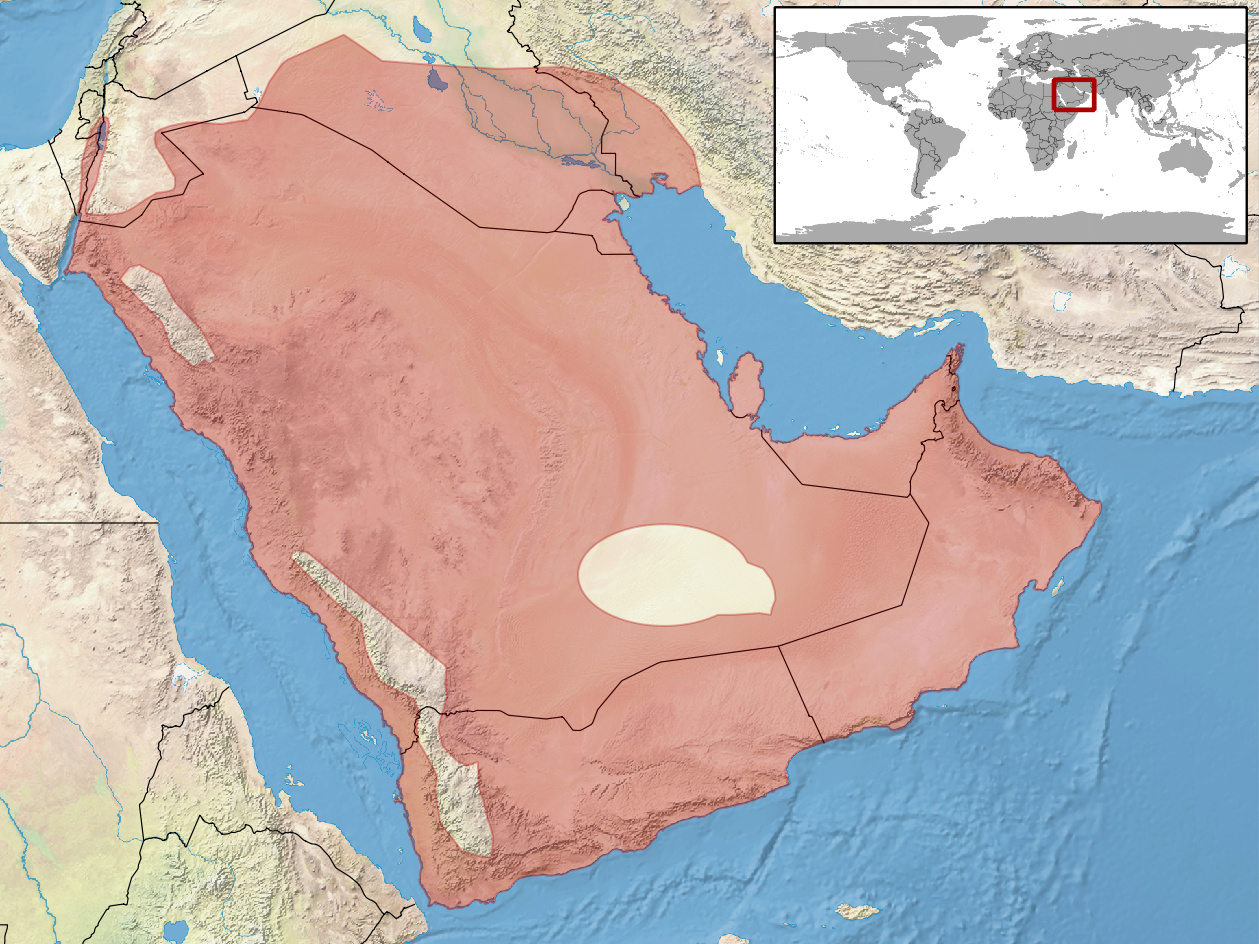
Verbreitungsgebiet

Das Verbreitungsgebiet erstreckt sich über die Vereinigten Arabischen Emirate, Jemen, Oman, Israel, Jordanien, Irak, Kuwait und Saudi-Arabien sowie vermutlich den Südwesten des Iran. Cerastes gasperettii mendelssohni kommt in Israel und Jordanien vor. Der Lebensraum wird von Wüsten und Halbwüsten mit sandigem Untergrund dargestellt. Häufig wird das Buschland in der Umgebung von Oasen besiedelt.